# Gentiana × hybrida
Gentiana hybrida là một loài thực vật có hoa trong họ Long đởm. Loài này được Schleich. ex DC. mô tả khoa học đầu tiên năm 1805.